# Деінституціалізація
Деінституціалізація або деінституціоналізація — поняття в інституційній теорії, яке описує поступову делегітимізацію загальноприйнятих організаційних структур і практик та їхню втрату статусу безальтернативних. Теорію висунула Крістін Олівер 1992 року і її опубліковано у журналі Organization Studies. У ретроспективі статтю розглядають як одну з найвдаліших спроб розширити інституційну теорію, що пропонує пояснення природи й механізмів інституційних змін та трансформацій в інституціоналізованому середовищі.